# Aethalura fujiyamai
Aethalura fujiyamai là một loài bướm đêm trong họ Geometridae.